# Roberto Schwarz
Roberto Schwarz (Viena, 20 de agosto de 1938) é um crítico literário e professor aposentado de Teoria Literária brasileiro. Um dos principais continuadores do trabalho crítico de Antonio Candido, redigiu estudos sobre Machado de Assis elencados entre os mais representativos na fortuna crítica sobre o autor das Memórias Póstumas de Brás Cubas.
Nasceu em Viena, filho de pais judeus austríacos. Meses antes, a cidade era a capital da Áustria, quando, em março de 1938, foi anexada à Alemanha Nazista. Sua família emigrou para o Brasil no início de 1939.

## Formação
Graduou-se em Ciências Sociais pela Universidade de São Paulo em 1960. Em 1958-1959, participou do Seminário Marx, que se organizou para estudar O Capital; o grupo era formado por José Arthur Giannotti, Fernando Novais, Paul Singer, Octavio Ianni, Ruth Cardoso, Fernando Henrique Cardoso, Bento Prado Jr., Francisco Weffort, Michael Löwy e Gabriel Bolaffi.
Numa estadia de dois anos nos Estados Unidos, estudou na Universidade de Yale, sob a orientação de René Wellek, concluindo o Mestrado em 1963, quando retornou ao Brasil. Exilando-se em Paris em 1969, quando a repressão política endureceu, doutorou-se em Estudos Latino-Americanos pela Universidade de Paris III (Université Sorbonne Nouvelle III) sob orientação de Raymond Cantel em 1976.

## Atuação profissional
Foi professor de Teoria Literária e Literatura Comparada na USP (até 1968) e professor de Teoria Literária na UNICAMP (1978-1992).

## Obra crítica
Entre os estudos literários de Roberto Schwarz destacam-se os ensaios sobre Machado de Assis. Ao Vencedor as Batatas (1977) trata da primeira fase machadiana e sua relação com o romance Senhora, de José de Alencar. Um Mestre na Periferia do Capitalismo (1990) aborda o romance Memórias Póstumas de Brás Cubas. Dentre seus ensaios menores sobre Machado de Assis, destacam-se “Complexo, moderno, nacional e negativo” (também sobre Brás Cubas, em Que Horas São?), “Duas notas sobre Machado de Assis” (linhas biográficas e estudo sobre Quincas Borba, em Que Horas São?), “A poesia envenenada de D. Casmurro” (incluído em Duas Meninas), “A viravolta machadiana” (2004) e “Leituras em competição” (2006).
Após os escritos de juventude, reunidos no volume A Sereia e o Desconfiado (1965), Schwarz publicou diversos estudos sobre escritores como Kafka e Brecht, Oswald de Andrade e Helena Morley, passando também por autores contemporâneos como Paulo Emílio Salles Gomes, Zulmira Ribeiro Tavares, Chico Buarque de Hollanda, Paulo Lins, Cacaso e Francisco Alvim.
O pensamento de Schwarz sobre literatura é inseparável da reflexão mais ampla sobre política e sociedade, e, nessa linha, podem-se mencionar os ensaios “Cultura e política, 1964-1969” (originalmente publicado em Les Temps Modernes, 1970, recolhido em O Pai de Família); “As ideias fora de lugar” (publicado em 1973 e depois incorporado ao livro Ao Vencedor as Batatas); “Nacional por subtração” (1986, recolhido em Que Horas São?) e “Fim de século” (1995, recolhido em Seqüências Brasileiras).
Seus estudos abarcam igualmente a reflexão sobre teatro, arquitetura e cinema. No campo do cinema, analisou, entre outros, os filmes Os Fuzis, de Ruy Guerra, e Cabra Marcado para Morrer, de Eduardo Coutinho. Também escreveu sobre críticos como Antonio Candido, Anatol Rosenfeld e Michael Löwy.
Traduziu, entre outros textos, as peças A Santa Joana dos Matadouros e A Vida de Galileu de Bertolt Brecht, e o ensaio “Ideias para a sociologia da música”, de Theodor W. Adorno. Divulgou no Brasil o livro O Colapso da Modernização, de Robert Kurz, e os estudos de Dolf Oehler, Quadros Parisienses e O Velho Mundo Desce aos Infernos.
Sobre a tradição crítica a que se filia, o próprio Schwarz afirma que se impregnou muito dos livros e pontos de vista de Antonio Candido e acrescenta: “Meu trabalho seria impensável igualmente sem a tradição – contraditória – formada por Lukács, Benjamin, Brecht e Adorno, e sem a inspiração de Marx.” (Prefácio a Um Mestre na Periferia do Capitalismo).

## Livros
Ensaios
- A Sereia e o Desconfiado. Rio de Janeiro: Civilização Brasileira, 1965. (2ª ed., Rio de Janeiro: Paz e Terra, 1981.)
- O Pai de Família e outros estudos. Rio de Janeiro: Paz e Terra, 1975.
- Ao Vencedor as Batatas: Forma literária e processo social nos inícios do romance brasileiro. São Paulo: Duas Cidades, 1977. (5ª ed., revista. São Paulo: Duas Cidades / Ed. 34, 2000.)
- Os Pobres na Literatura Brasileira. (Org.) São Paulo: Brasiliense, 1983.
- Que Horas São? São Paulo: Companhia das Letras, 1987.
- Um Mestre na Periferia do Capitalismo: Machado de Assis. São Paulo: Duas Cidades, 1990. (3ª ed. São Paulo: Duas Cidades / Ed. 34, 2001.) (Em inglês: A Master on the Periphery of Capitalism: Machado de Assis. Trans. John Gledson. Durham: Duke University Press, 2002.)
- Misplaced Ideas: Essays on Brazilian Culture. Ed. and with an introduction by John Gledson. London: Verso, 1992.
- Duas Meninas. São Paulo: Companhia das Letras, 1997.
- Sequências Brasileiras. São Paulo: Companhia das Letras, 1999.
- Cultura na Política, 1964-1969. Rio de Janeiro: Paz e Terra, 2001. (Coleção Leitura)
- Martinha versus Lucrécia. São Paulo: Companhia das Letras, 2012
- Seja como for. São Paulo: Editora 34 / Livraria Duas Cidades, 2019.

Poesia e teatro
- Pássaro na Gaveta. São Paulo: Massao Ohno, 1959. (Poesia)
- Corações Veteranos. Rio de Janeiro: Coleção Frenesi, 1974. (Poesia)
- A Lata de Lixo da História. Rio de Janeiro: Paz e Terra, 1977. (Teatro)
- Rainha Lira. São Paulo: Editora 34, 2022 (Teatro).

## Sobre Roberto Schwarz
- Paulo Eduardo Arantes. Sentimento da Dialética na experiência intelectual brasileira. Dialética e dualidade segundo Antonio Candido e Roberto Schwarz. Rio de Janeiro: Paz e Terra, 1992.
- Maria Elisa Cevasco & Milton Ohata (orgs.). Um Crítico na Periferia do Capitalismo: reflexões sobre a obra de Roberto Schwarz. São Paulo: Companhia das Letras, 2007.
- Alexandre Eulálio. “Pai de família, mas desconfiado”. In: ___ Livro Involuntário. Rio de Janeiro: Ed. UFRJ, 1993, pp. 313–317.
- Sérvulo Augusto Figueira. “Machado de Assis, Roberto Schwarz: psicanalistas brasileiros?”. In: ___ Nos Bastidores da Psicanálise. Rio de Janeiro: Imago, 1991, pp. 181–186.
- John Gledson. “Roberto Schwarz: Um mestre na periferia do capitalismo”. In: ___ Por um Novo Machado de Assis. São Paulo: Companhia das Letras, 2006, pp. 236–278.
- Leandro Konder. “Roberto Schwarz”. In: ___ Intelectuais Brasileiros & Marxismo. Belo Horizonte: Oficina de Livros, 1991, pp. 95–101.
- Souza, Marcelo Silva. "O lugar das artes na crítica de Roberto Schwarz". Dissertação (mestrado) – Universidade de São Paulo, 2009. Disponível no link.
- Ferro, Tiago. Um outro percurso do nosso tempo — Roberto Schwarz. Tese (Doutorado em História Social) — Universidade de São Paulo, 2023.